# Mourtada Fall
Mourtada Fall (Dakar, 26 de diciembre de 1987) es un futbolista senegalés que juega de defensa para el Odisha Football Club de la Superliga de India.

## Biografía
Mourtada Fall es un futbolista senegalés que juega de defensa central en el Wydad de Casablanca. Jugó con el equipo nacional olímpico de Senegal antes de marchar en Marruecos y firmó  su primer contrato internacional con el club marroquí el Moghreb de Tetuán en 2006. Después de haber ganado su primer título del campeonato Marroquí en 2012 con Tetuán y en enero de 2013 Mourtada firmó un nuevo contrato con Al-Arabi del kouweit y 6 mes después con Al-Salmiya SC del mismo país para después volver a su primer club en Marruecos en 2014-2015.
Participó en la Copa del mundo de los clubes de la FIFA 2014 con el Mogreb Atlético Tetuán. Fue transferido durante el mercato estival hacia el club que ha ganó el campeonato el año de su transferencia, el Wydad de Casablanca.

## Palmarés
Moghreb de Tetuán 
- Campeonato de Marruecos (1) :
  - Campeón : 2012.